# Urolophus flavomosaicus
Urolophus flavomosaicus  (лат.) — малоизученный вид рода уролофов семейства короткохвостых хвостоколов отряда хвостоколообразных. Является эндемиком северо-западного и северо-восточного побережья Австралии. Встречается на глубине до 320 м. Грудные плавники этих скатов образуют ромбовидный диск, ширина которого превышает длину. Дорсальная поверхность диска покрыта многочисленными коричневыми кольцами со светлым центром, разделёнными сетчатыми линиями. Между ноздрями имеется прямоугольная складка кожи. Короткий хвост оканчивается листовидным хвостовым плавником. В средней части хвостового стебля позади выступающего спинного плавника расположен зазубренный шип. Максимальная зарегистрированная длина 59 см. 
Вероятно, размножается яйцеживорождением. Не является объектом целевого лова.

## Таксономия
Впервые вид был научно описан в 1987 году. Внутри рода уролофов Urolophus flavomosaicus, вероятно, наиболее тесно связан с Urolophus bucculentus и Urolophus papilio. Видовой эпитет происходит от слов лат. flavus — «золотой», «жёлтый» и лат. mosaicus — «мозаичный» и связан с мозаичной окраской этих скатов. Голотип представляет собой самца длиной 32,5 см, пойманного донным тралом к северу от Порт-Хедленда (18°20′ ю. ш. 118°27′ в. д.), Западная Австралия, на глубине 202 м. Паратипы: самки длиной 19,7—27,4 см и самец длиной 19,5—21,8 см, пойманные там же.

## Ареал
Urolophus flavomosaicus являются эндемиками австралийских вод. Западная популяция обитает от Houtman Abrolhos до Кейп Левек, Западная Австралия, а восточная от Калаундры до Таунсвилла, Квинсленд. Они распределены неравномерно, в одном месте может жить всего несколько особей. Эти донные встречаются на дне с мягким грунтом на внешней части континентального шельфа на глубине от 60 до 320 м.

## Описание
Широкие грудные плавники этих скатов сливаются с головой и образуют ромбовидный диск, ширина которого намного превышает длину. «Крылья» закруглены, передний край диска почти прямой, заострённое мясистое рыло образует тупой угол и слегка выступает за края диска. Позади маленьких глаз расположены брызгальца в виде запятых. Задний край ноздрей образует лопасть, а между ноздрями пролегает кожаный лоскут с мелкобахромчатым задним краем.  Крупный рот содержит мелкие зубы с овальными основаниями. На дне ротовой полости имеются 8—14 пальцеобразных отростков, такие же отростки покрывают нижнюю челюсть. На вентральной стороне диска расположено 5 пар коротких жаберных щелей. Небольшие брюшные плавники изогнуты. 
Длина короткого хвоста составляет 67—79 % от общей длины. Он приплюснут, по обе стороны хвостового стебля пролегают складки кожи.  Хвост сужается и переходит в длинный и низкий листовидный хвостовой плавник. На дорсальной поверхности хвоста в центральной части позади крупного спинного плавника расположен зазубренный шип. Кожа лишена чешуи. Максимальная зарегистрированная длина 89 см. поверхность диска покрыта многочисленными коричневыми кольцами со светлым центром, разделёнными сетчатыми линиями, образующими мозаичный узор. К краям диска кольца становятся мельче и тусклее. У молодых скатов хвост и спинной плавник темные, а у взрослых светлые.

## Биология
С точки зрения экологии Urolophus flavomosaicus, обитающие в тропических водах, занимают нишу своего сородича из умеренного пояса Urolophus flavomosaicus. Они охотятся в основном на ракообразных. Подобно прочим хвостоколообразным эти скаты размножаются яйцеживорождением. Помёт, вероятно, невелик.  Самцы достигают половой зрелости при длине 38 см.

## Взаимодействие с человеком
Эти скаты не являются объектом целевого лова. Интенсивный глубоководный промысел в ареале не ведётся. Международный союз охраны природы присвоил этому виду статус сохранности «Вызывающий наименьшие опасения». 